# Henrik Becker-Christensen
Henrik Becker-Christensen (født 11. februar 1950 i Vejle) er en dansk historiker, der 1998-2017 var dansk generalkonsul i Flensborg.
Han er født og opvokset i et lægehjem i Vejle og blev cand.phil. fra Aarhus Universitet i 1974, mag.art. i historie i 1977, ligeledes fra Aarhus Universitet og dr.phil. fra Odense Universitet i 1990.
Fra 1976 til 1998 var Henrik Becker-Christensen ansat ved det daværende Institut for Grænseregionsforskning i Aabenraa, og var fra 1992 til 1998 instituttets direktør. Henrik Becker-Christensen er blandt andet kendt for sin forskning om grænselandets problemer og historie.
Becker-Christensen blev 1998 udnævnt til dansk generalkonsul i Flensborg efter H.P. Clausen.